# Habib Souaidia
Habib Souaidia (Tébessa, 16 aprile 1969) è uno scrittore algerino ed ex membro delle Forze speciali dell'esercito.

## Biografia
Entrato volontariamente all'età di vent'anni nell'esercito algerino, Souaidia ha scoperto con il tempo come il terrorismo islamico che insanguinava il paese fosse, in realtà, soprattutto opera dello stesso esercito. Dopo questa scoperta ha lasciato il paese e ha riparato in Francia dove ora vive in esilio. Il suo libro La sporca guerra è il racconto di questa esperienza.

## Opere
- La sporca guerra. La verità di un ex ufficiale sul coinvolgimento di esercito e governo nelle stragi in Algeria, Terre di Mezzo Editore